# Flugunfall einer Raytheon U-125 der Luftselbstverteidigungsstreitkräfte Japans 2016
Der Flugunfall einer Raytheon U-125 der Luftselbstverteidigungsstreitkräfte Japans 2016 ereignete sich am 6. April 2016. An diesem Tag wurde eine auf der Luftwaffenbasis Kanoya gestartete Raytheon U-125 der Luftselbstverteidigungsstreitkräfte während eines Prüffluges ins Gelände geflogen, wobei alle sechs Insassen der Maschine ums Leben kamen.

## Maschine
Bei dem betroffenen Flugzeug handelte es sich um eine 1993 gebaute Raytheon U-125 mit der Werknummer 258242, eine Militärversion der British Aerospace 125-800/Hawker 800. Die Maschine wurde erstmals mit dem Testkennzeichen G-5-793 auf den Hersteller British Aerospace zugelassen. Später ließ Raytheon Corporate Jets die Maschine mit dem Luftfahrzeugkennzeichen G-BVFE zu. Die Maschine wurde schließlich durch die japanischen Luftselbstverteidigungsstreitkräfte übernommen und mit dem militärischen Luftfahrzeugkennzeichen 49-3043 zugelassen. Das zweistrahlige, als Militärmaschine konfigurierte Geschäftsreiseflugzeug war mit zwei Turbojettriebwerken des Typs Garrett TFE731 ausgerüstet.

## Insassen
Es befand sich lediglich eine sechsköpfige Besatzung an Bord der Maschine, mit der an diesem Tag ein Kalibrierungsflug durchgeführt werden sollte. Flugkapitän war der 46-jährige Masaru Hiraoka, Erster Offizier der 34-jährige Tsukasa Haraguchi, Bordfunker der 52-jährige Hiroki Shiratori und der 27-jährige Yuta Kikima. Als Flugmechaniker befanden sich zudem der 43-jährige Ikuo Watanuki und der 34-jährige Teppei Yonezawa an Bord.
Zum Unfallzeitpunkt war der Flugkapitän der Pilot Non-Flying, während der Erste Offizier die Maschine steuerte.

## Unfallhergang
Die auf der Luftwaffenbasis Iruma stationierte Maschine war an diesem Tag um 8:49 Uhr von Iruma nach Kanoya gestartet, wo sie auf einem Kalibrierungsflug eingesetzt werden sollte. Dort traf sie um 12:06 Uhr ein. Die Maschine startete um 13:15 Uhr von der Luftwaffenbasis Kanoya. Etwa 80 Minuten später, als sich die Maschine unter widrigen Wetterverhältnissen im Anflug auf die Landebahn 08R und etwa 10 Kilometer nördlich der Luftwaffenbasis befand, ging der Funkkontakt verloren.

## Bergungseinsatz
Das ausgebrannte Wrack der Maschine wurde am Tag nach ihrem Verschwinden an einem dicht bewaldeten Hang des 1.182 Meter hohen Berges Takakuma gefunden. Die Leichen aller sechs Besatzungsmitglieder konnten geborgen werden.

## Ursache
Als Unfallursache wurde ein Controlled flight into terrain festgestellt wurde. Etwa 12 Sekunden vor dem Aufprall habe das Ground Proximity Warning System vor einer bevorstehenden Kollision gewarnt. Der Warnton wurde zwei Sekunden vor dem Aufprall abgeschaltet, ohne dass Handlungen vorgenommen wurden, um die Kollision zu vermeiden.